# 图恩

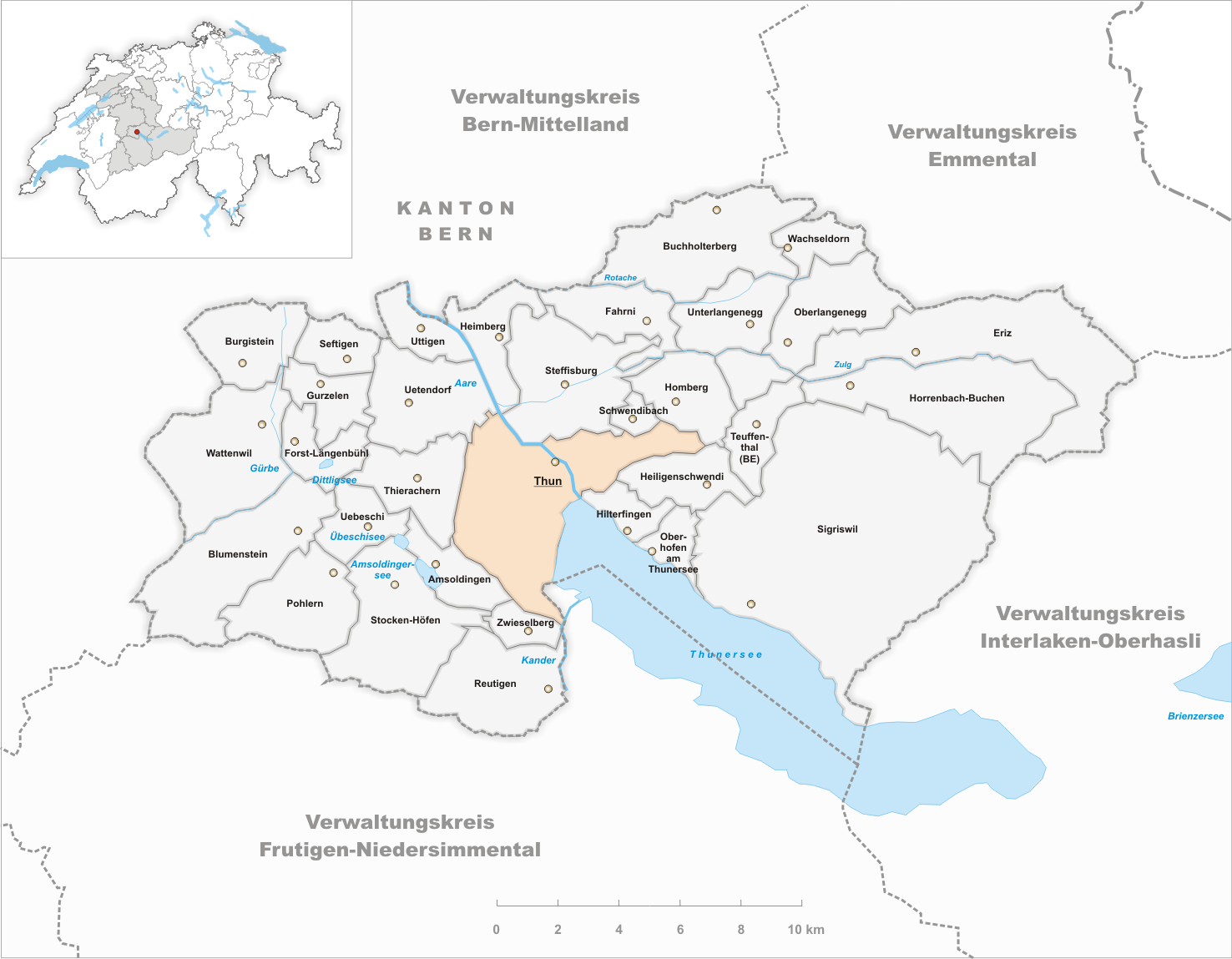
图恩市地图

图恩（德语：Thun）位于瑞士圖恩湖流入阿勒河之處，是伯尔尼州的一座城市，距离伯尔尼19公里，是旅游胜地，也是瑞士最大的卫戍部队驻地。
图恩足球俱乐部就位于该市。

## 外部链接

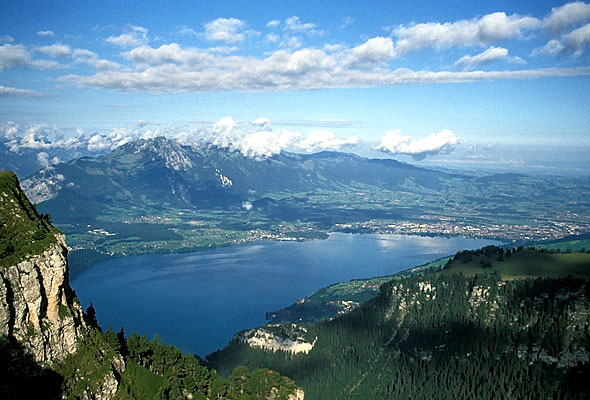
图恩风光

## 交通
- 图恩站

## 著名景点
- 图恩湖和伯尔尼山群峰
- 图恩城堡
- 沙道城堡
- 图恩市政厅
- 图恩艺术博物馆
- 图恩城市教堂

## 友好城市
- 加布羅沃, 保加利亚
- 格蘭比, 加拿大